# George Westinghouse
George Westinghouse, född den 6 oktober 1846, död den 12 mars 1914, var en amerikansk ingenjör och företagsledare.
Under strömkriget marknadsförde Westinhouse växelström med Nikola Tesla som affischnamn.

## Biografi
Westinghouse sysselsatte sig tidigt med studier i maskinlära och inhämtade praktiska kunskaper vid faderns fabrik för lantbruksmaskiner i Schenectady. När amerikanska inbördeskriget utbröt, gick han, ännu omyndig, ut som frivillig och tjänstgjorde först i kavalleriet, sedan vid flottan. Han återvände efter freden till Schenectady och studerade en tid vid Union College, men avbröt studierna för att ägna sig åt ingenjörsverksamhet. 
Westinghouse uttog snart sitt första patent, som gällde en apparat för att lyfta urspårade järnvägsvagnar tillbaka på spåret. Något senare var han som passagerare med på ett tåg, som hotade att kollidera med ett annat, på grund av handbromsarnas otillräcklighet. Han leddes härav att ingående behandla frågan om bromsning av järnvägståg och hade efter omkring ett årsexperiment fullbordat uppfinningen av den effektiva luftbromsinrättning, Westinghousebromsen, som patenterades 1867 och gjorde hans namn vida känt. Han lyckades, trots att själv saknade kapital, att anskaffa medel för att exploatera sin uppfinning och bildade i Pittsburgh Westinghouse Air Brake Company. För att tillgodogöra hans nya uppfinningar för manövrering av växlar och signaler vid järnvägar med tryckluft bildades Union Switch & Signal. Han införde sedermera även elektrisk manövrering för växlar och signaler, och detta ledde honom till omfattande elektriska experiment. 
Westinghouse verkade för växelströmmens användning för belysnings- och kraftändamål, något som mötte starkt motstånd från myndigheter, som efter Thomas Edisons kampanjer ansåg att denna alltför farlig för att nyttjas till samhälleliga behov. Han samlade kring sig ett antal framstående ingenjörer och en lång serie av uppfinningar, som gjordes av honom och hans medhjälpare, ledde till storartad utveckling av det 1886 grundade Westinghouse Electric Corporation, vars huvudverkstäder förlades till Pittsburgh. År 1881 bildades vidare Westinghouse Machine Company, som särskilt ägnade sig åt tillverkning av ångmaskiner, gasmaskiner och ångturbiner (av Charles Algernon Parsons typ).
Efter upptäckten av naturgas vid Pittsburgh anlade Westinghouse ett av honom uppfunnet system, gasuppsamlingsstationer och pipelines. Bland de många uppfinningar, som gjordes av honom eller blev fruktbringande genom hans åtgöranden, märks vidare bland annat gasmaskin för drivning av elektriska generatorer, växelanordning för användning av ångturbiner till att driva fartygspropellrar och luftfjäderanordning för bilar. Vid slutet av sin levnad var Westinghouse president i ett trettiotal bolag, vilka sysselsatte sammanlagt 50 000 personer, och hade verkstäder inte bara i USA, utan även i Kanada, Storbritannien, Frankrike, Italien, Österrike och Ryssland.
Westinghouse var hedersledamot i American Association for the Advancement of Science och flera andra föreningar. Han erhöll även John Fritz Medal (1906, för uppfinningen av tryckluftsbromsen), IEEE Edison Medal (1911, för förtjänstfullt arbete till utvecklingen av växelströmssystemet) och Grashofmedaljen av Verein Deutscher Ingenieure (1913). Tekniska högskolan i Berlin kallade honom till doktoringenjör (1906) och Union College till filosofie hedersdoktor (1890). 
Han är begravd på Arlingtonkyrkogården.